# Ara llibres

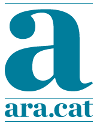
Logotipo del diario Ara.

Ara Llibres es una empresa editorial cooperativa española nacida en Barcelona en 2002. Publica libros de ficción y no ficción, tanto en formato papel como digital.

## Historia
Ara Llibres nació en el seno del colectivo Ara. Se define por su compromiso con los hechos sociales y políticos más trascendentes, siempre con una mirada atenta a las tendencias últimas en Cataluña. Ara Llibres forma parte del grupo de cooperativas SOM, antes Cultura 03, juntamente a Sàpiens, Batabat, Contrapunt y Nova 2003.
En 2011, adquirió los derechos para publicar la Autobiografía del creador de Wikileaks, el activista Julian Assange.
En septiembre de 2016, Joan Carles Girbés, editor de la valenciana Sembra Llibres, fue nombrado director editorial de Ara Llibres y Amsterdam, en sustitución de Izaskun Arretxe, que pasó a la Instituto Ramon Llull.
El 16 de febrero de 2018, la editorial anunció que en adelante, en todos sus libros, carecerían de la página 155 "en señal de protesta contra la aplicación de esta medida del gobierno español", según un comunicado de prensa. Se refería a la aplicación del artículo 155 de la Constitución Española, por el que el Gobierno español intervino la Comunidad autónoma de Cataluña en octubre de 2017. Los primeros títulos sin esta página serían La novel·la de Sant Jordi, de Màrius Serra, y Nou Homenatge a Catalunya, de Vicent Partal.

## Catálogo
Dentro de su catálogo -formado actualmente por más de ochocientos títulos-,  caben temáticas muy diversas. Dirigida a todo tipo de lectores, se propone despertar el espíritu crítico de los lectores y, a la vez, ofrecer literatura de calidad que contribuya a ensanchar la base lectora en lengua catalana.

## Sellos
Los sellos de Ara Llibres son:  
- Ara llibres. Libros de no ficción en catalán para el gran público. Se centra en la actualidad, la historia (Serie H), la gastronomía, la política, las memorias (De donde vengo), los deportes,  el periodismo.
- Amsterdam Llibres. Literatura de ficción con autores de referencia. Publicamos obras contemporáneas de escritores en lengua catalana y traducciones otros idiomas, tanto de autores consolidados como de nuevas voces de la literatura actual.
- Now Books. Sello en castellano con un catálogo formado por libros de no ficción de carácter práctico, la salud, la gastronomía y temas de actualidad.
- Ara Mine. La edición de bolsillo de nuestros principales éxitos. Páginas de placer a un precio reducido.

## Autores
Algunos de sus autores y autoras son: Milena Busquets, Jenn Díaz, Marc Pastor, Lolita Bosch, Maria Escalas i Bernat, Josep Maria Fonalleras, Assumpta Montellà, Kílian Jornet, Ramón Gener Sala, Carme Martí, J. M. Solé y Sabaté, Francesc Miralles, Sebastià Serrano, Toni Orensanz, Rosa Regàs o Narciso Comadira, de ámbito catalán. Y de ámbito internacional: Toni Morrison, Jonathan Safran Foer, Jhumpa Lahiri, Camilla Läckberg, Fred Vargas, Colm Tóibín o Frédéric Beigbeder, Jessie Burton, Jenny Offill, Herman Koch o Marie Kondo.